# Marciana (Italië)
Marciana is een gemeente op het eiland Elba, behorend tot de Italiaanse provincie Livorno (regio Toscane), en telt 2252 inwoners (31-12-2004). De oppervlakte bedraagt 45,1 km², de bevolkingsdichtheid is 50 inwoners per km².
De volgende frazioni maken deel uit van de gemeente: Pomonte, Chiessi, Colle d'Orano, Patresi, Zanca, Sant'Andrea, Maciarello, Poggio, Procchio.

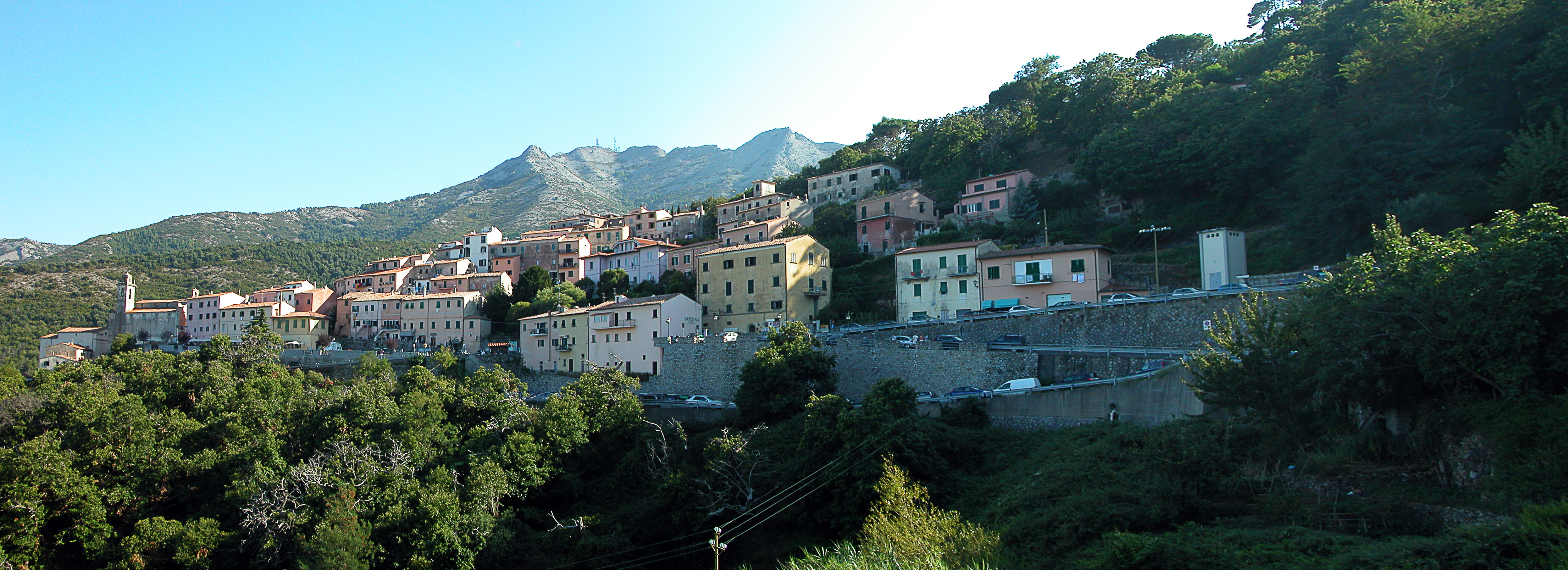
Marciana
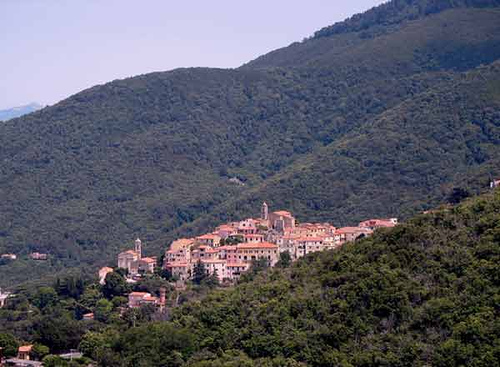
Poggio

## Demografie
Marciana telt ongeveer 1058 huishoudens. Het aantal inwoners daalde in de periode 1991-2001 met 3,7% volgens cijfers uit de tienjaarlijkse volkstellingen van ISTAT.
| Jaar | Inwoneraantal |
| ---- | ------------- |
| 1991 | 2244          |
| 2001 | 2162          |

## Geografie
Marciana grenst aan de volgende gemeenten: Campo nell'Elba, Marciana Marina, Portoferraio.